# Romer's Gap
Romer's Gap is in de evolutionaire biologie een term die verwijst naar een schijnbare 'kloof' in het fossielenbestand van tetrapoden. Dergelijke hiaten vertegenwoordigen periodes waarin opgravingen nog geen relevante fossielen hebben gevonden. Romer's kloof is vernoemd naar paleontoloog Alfred Romer, die hem voor het eerst erkende. Recente ontdekkingen in Schotland beginnen deze kloof in de paleontologische kennis te dichten.

## Leeftijd
Romer's Gap liep van ongeveer 360 tot 345 miljoen jaar geleden, wat overeenkomt met de eerste vijftien miljoen jaar van het Carboon, het vroege Mississippien (beginnend met het Tournaisien en doorlopend tot in het Viséen). De kloof vormt een discontinuïteit tussen de primitieve bossen en de grote diversiteit aan vissen in het Laat-Devoon en modernere aquatische en terrestrische assemblages van het Vroeg-Carboon.

## Mechanisme achter het hiaat
Er is lang gedebatteerd over de vraag waarom er zo weinig fossielen uit deze periode zijn. Sommigen hebben gesuggereerd dat het probleem in de fossilisatie zelf lag, wat suggereert dat er mogelijk hoedanigheden in de geochemie van die tijd waren die niet gunstig waren voor de vorming van fossielen. Ook kan het zijn dat paleontologen gewoon niet op de juiste plaatsen gegraven hebben. Het bestaan van een echt dieptepunt in de diversiteit van gewervelde dieren wordt ondersteund door onafhankelijk bewijsmateriaal, maar recente vondsten op vijf nieuwe locaties in Schotland hebben meerdere fossielen opgeleverd van vroege tetrapoden en amfibieën. Ze hebben ook de meest nauwkeurige registratie van de geologie van deze periode mogelijk gemaakt. Dit nieuwe bewijs suggereert dat er - althans plaatselijk - geen kloof was in diversiteit of veranderingen in zuurstofgeochemie.
Hoewel de aanvankelijke terrestrialiteit van geleedpotigen al lang op gang was gekomen vóór de kloof, en sommige tetrapoden op het land zouden kunnen zijn gekomen, zijn er opmerkelijk weinig terrestrische of aquatische fossielen die dateren uit de kloof zelf. Recent werk op het gebied van paleozoïsche geochemie heeft bewijs geleverd voor de biologische realiteit van Romer's Gap in zowel terrestrische gewervelde dieren als geleedpotigen, en heeft dit gecorreleerd met een periode van ongewoon lage zuurstofconcentratie in de lucht, die werd bepaald op basis van de eigenaardige geochemie van rotsen, gevormd tijdens Romer's Gap. De nieuwe sedimentaire stratificatie in de Ballaganformatie in Schotland roept dit in twijfel suggererend dat zuurstof stabiel was in heel Romer's Gap.
In het water levende gewervelde dieren, waaronder de meeste tetrapoden tijdens het Carboon, waren aan het herstellen van het uitsterven in het Laat-Devoon, een belangrijke uitstervingsgebeurtenis die voorafging aan Romer's Gap, een op één lijn met die welke de dinosauriërs doodde. Tijdens dit Hangenberg-evenement stierven de meeste zee- en zoetwatergroepen uit of werden teruggebracht tot een paar afstammingslijnen, hoewel het precieze mechanisme van het uitsterven onduidelijk is. Vóór het evenement werden oceanen en meren gedomineerd door vissen met lobvinnigen en gepantserde vissen, placodermen genaamd. Erna waren moderne straalvinnige vissen, evenals haaien en hun verwanten de dominante vormen. De periode markeerde ook de ondergang van de Ichthyostegalia, de vroege visachtige amfibieën met meer dan vijf vingers.
De lage diversiteit aan zeevissen, met name roofdieren die schelpen pletten (durofagen), aan het begin van Romer's Gap, wordt ondersteund door de plotselinge overvloed aan crinoïde stekelhuidigen met harde schaal in dezelfde periode. Het Tournaisien wordt zelfs wel het 'tijdperk van de crinoïden' genoemd. Toen het aantal schelpplettende vissen en haaien later in het Carboon toenam, samenvallend met het einde van Romer's Gap, kelderde de diversiteit van crinoïden met Devoon-achtige bepantsering, volgens het patroon van een klassieke roofdier-prooi (Lotka-Volterra) cyclus. Er zijn steeds meer aanwijzingen dat longvissen en stamtetrapoden en "amfibieën" zich snel herstelden en zich diversifieerden in de snel veranderende omgeving van het Laat-Devoon en Romer's Gap.

## Gap-fauna
De kloof in het tetrapode archief is geleidelijk gedicht met de ontdekkingen van tetrapoden uit het Vroeg-Carboon als Pederpes en Crassigyrinus. Er bestaan een paar vindplaatsen waar fossielen van gewervelde dieren zijn gevonden om de leemte op te vullen, zoals de East Kirkton Quarry in Bathgate, Schotland, een al lang bekende vindplaats van fossielen die in 1984 opnieuw werd bezocht door Stanley P. Wood en sindsdien een aantal vroege tetrapoden heeft onthuld in het midden van het Carboon: 'Er rolden letterlijk tientallen tetrapoden uit: Balanerpeton (een Temnospondyli), Silvanerpeton en Eldeceeon (basale anthracosauriërs), allemaal in meerdere exemplaren, en één spectaculaire proto-amniote, Westlothiana', meldt Paleos Project. In 2016 werden vijf nieuwe soorten gevonden in de Ballagan-formatie: Perittodus apsconditus, Koilops herma, Ossirarus kierani, Diploradus austiumensis, Aytonerpeton microps. Deze stamtetrapoden en "amfibieën" leveren bewijs voor een vroege splitsing tussen de twee groepen en snelle diversificatie in het Vroeg-Carboon.
Tetrapode materiaal in het vroegste stadium van het Carboon, het Tournaisien, blijft echter schaars ten opzichte van vissen in dezelfde habitats, die kunnen voorkomen in grote verzamelingen van dode dieren, en is tot laat in dat stadium onbekend. Visfauna's van vindplaatsen over de hele wereld lijken qua samenstelling sterk op elkaar en bevatten veel voorkomende en ecologisch vergelijkbare soorten vissen met straalvinnen, vissen met rhizodonte kwabvinnen, Acanthodi, haaien en Holocephali.
Recente analyse van de Blue Beach-afzettingen in Nova Scotia suggereert dat 'de vroege tetrapode fauna niet gemakkelijk deelbaar is in Devoonse en Carboonse fauna, wat suggereert dat sommige tetrapoden onaangetast door het einde van het Devoon zijn gegaan'.

## Locaties uit het Tournaisien
Vele jaren nadat Romer's Gap voor het eerst werd erkend, waren er slechts twee vindplaatsen bekend die tetrapode fossielen uit het Tournaisien opleverden; de ene bevindt zich in East Lothian, Schotland, en de andere in Blue Beach, Nova Scotia, waar in 1841 Sir William Logan, de eerste directeur van de Geological Survey of Canada, voetafdrukken vond van een tetrapode. Blue Beach onderhoudt een fossielenmuseum met honderden fossielen uit het Tournaisien, die nog steeds worden gevonden terwijl de klif erodeert om nieuwe fossielen te onthullen.
In 2012 werden 350 miljoen jaar oude overblijfselen van tetrapoden aangekondigd van vier nieuwe locaties uit het Tournaisien van Schotland, waaronder die van een primitieve amfibie met de bijnaam 'Ribbo'. In 2016 werden nog vijf soorten opgegraven op deze locaties, wat bewijst dat Schotland een van de belangrijkste locaties ter wereld is voor het begrijpen van deze periode.
Deze plaatsen zijn de kust van Burnmouth, de oevers van het Whiteadder Water bij Chirnside, de rivier de Tweed bij Coldstream en de rotsen bij Tantallon Castle langs de Firth of Forth. Fossielen van zowel aquatische als terrestrische tetrapoden zijn bekend uit deze plaatsen, die een belangrijk verslag vormen van de overgang tussen leven in het water en leven op het land en enkele van de lacunes in Romer's Gap opvullen. Deze nieuwe locaties kunnen een grotere fauna vertegenwoordigen, aangezien ze allemaal op korte afstand van elkaar liggen en veel vissen delen met de nabijgelegen en hedendaagse Foulden-visbanklocatie (die tot nu toe geen tetrapoden heeft voortgebracht). Net als bij East Kirkton Quarry werden tetrapoden op deze locaties ontdekt door de langdurige inspanningen van Stan Wood en collega's.
In april 2013 kondigden wetenschappers verbonden aan de British Geological Survey (BGS) en de National Museums of Scotland het TW:eed-project aan (Tetrapod World: early evolution and diversification). Dit project omvat medewerkers uit het hele Verenigd Koninkrijk en heeft tot doel kennis te verzamelen over de wereld van het Vroeg- en Laat-Devoon. Een van de doelen was het boren van een doorlopend boorgat van vijfhonderd meter op een geheime locatie nabij Berwick-upon-Tweed. Dit heeft geleid tot een volledige bemonstering op centimeterschaal van sediment uit het Tournaisien, zonder onderbrekingen, wat een tijdlijn oplevert waarop fossiele ontdekkingen nauwkeurig kunnen worden geplaatst. In het meest recente artikel dat door het TW:eed-team zal worden geproduceerd, hebben ze enkele eerste resultaten van de kern aangekondigd, waaronder het schijnbare gebrek aan zuurstof door Romer's Gap heen. Dit suggereert dat eerdere theorieën dat een laag zuurstofgehalte de oorzaak is van Romer's Gap opnieuw moeten worden geëvalueerd.